# Schloßplatz (Stuttgart)
Pour les articles homonymes, voir Schloßplatz.
La Schloßplatz (place du château) à Stuttgart est la plus grande place du quartier de Stuttgart-Mitte.

## Localisation
La place sépare la principale zone piétonne de Stuttgart, la Königstraße, en deux parties : la Königstraße inférieure, en direction de la gare centrale de Stuttgart, et la Königstraße supérieure, qui mène quant à elle à la Rotebühlplatz. La Königstraße s’étend au total sur près de 1,2 km.
Au sud de la place, la Planie forme un angle droit avec la Königstraße. Cette rue à circulation limitée relie la Schloßplatz à la Karlsplatz (de), qui lui est contiguë, en longeant la Charlottenplatz (de). Elle débouche ensuite sur les routes nationales environnantes.
Il est important de noter que la plupart des axes routiers du centre-ville ne sont pas orientés précisément sur les différents points cardinaux. Il en va de même pour les façades du Nouveau château (de) et les différents côtés de la place. Depuis son extrémité supérieure, au sud, la Königstraße pointe vers le nord-nord-est de la ville, en direction de la gare centrale de Stuttgart.

## Description

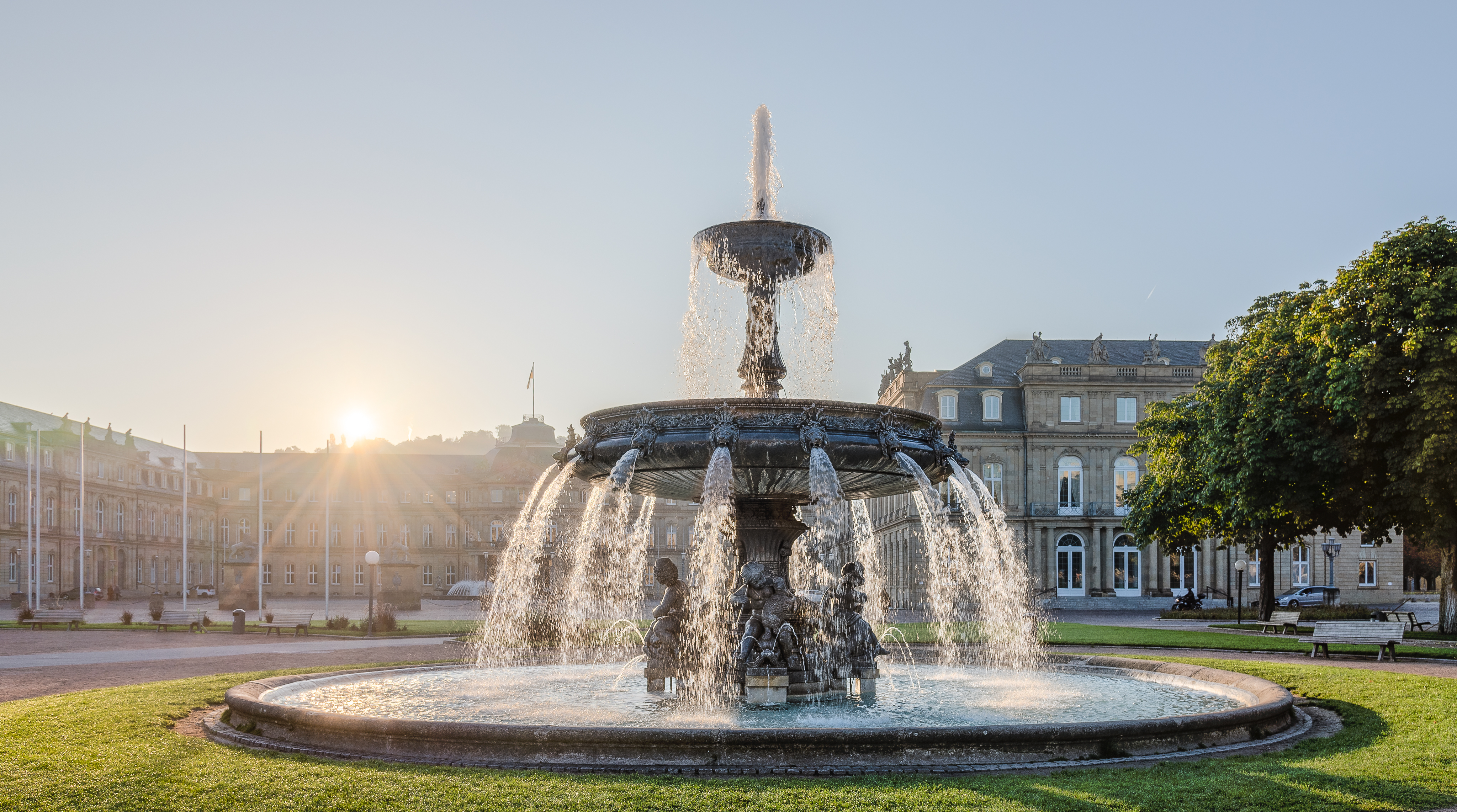
.

La Schlossplatz se compose d’un jardin réalisé dans le style baroque qui comprend une fontaine et un pavillon de musique. Au centre de la place se dresse la colonne du jubilé (de), qui mesure 30 mètres de haut et date de 1841. À son sommet se trouve une sculpture de la déesse Concordia. À l’occasion de l'exposition horticole fédérale allemande de 1977 (de), la place a été réaménagée pour prendre l’apparence qu’on lui connaît aujourd’hui.
À l’est, la place est délimitée par le Nouveau Château et sa cour d’honneur. Au sud, dans le prolongement du Nouveau Château, se trouve le Vieux château de Stuttgart. Il est séparé du Nouveau Château par une route. À l’ouest du Vieux château se situent l'Ancienne chancellerie (de) et la colonne de Mercure, qui a été érigée en 1598 et devait servir de château d’eau pour alimenter les fontaines du jardin d’agrément de la ville. Au sommet, on peut observer la sculpture d’un jeune éphèbe recouverte d’or et datant de 1862.
Le centre des expositions de l’Association artistique du Bade-Wurtemberg forme un angle droit avec l’aile nord du Nouveau Château. Juste à côté, on peut admirer la fondation Reine-Olga, qui a abrité pendant longtemps le siège stuttgartois de la Dresdner Bank.
Au nord-ouest de la place se trouve le Marquardtbau (de), qui était autrefois situé à côté de l’ancienne gare et servait d’hôtel. Après la guerre, il a été reconstruit dans un style plus sobre et épuré. Le Marquardtbau marque le prolongement de la Königsstraße vers l’est. Aujourd’hui, ce bâtiment abrite notamment un théâtre (die Komödie im Marquardt) et un cinéma.
La place est délimitée à l’ouest par le Königsbau, qui longe la Königstrasse et a été construit juste en face du Nouveau Château. Les deux bâtiments sont les plus remarquables de la place et contribuent fortement à son identité visuelle. Le Königsbau a été bâti dans un style néoclassique entre 1855 et 1859 par deux architectes de la cour : Johann Michael Knapp et Christian Leins. Juste derrière se trouve un centre commercial, le Königsbau-Passagen, qui a été inauguré en avril 2006 et que l’on peut apercevoir depuis la place. Il possède une surface de vente de 25 000 m2 répartie sur dix étages.
À côté du Königsbau, on peut apercevoir le musée des Beaux-Arts de Stuttgart. Il se trouve à l’emplacement de l’ancien palais du prince héritier (de), gravement endommagé par des bombardements aériens durant la Seconde Guerre mondiale et détruit de nombreuses années plus tard lors de la construction d’un axe routier. De nombreux bâtiments avaient alors été déjà reconstruits à d’autres endroits de la ville.
Afin de remplacer le palais du prince-héritier, la Ville de Stuttgart a décidé de construire la Kleinen Schlossplatz, une placette très controversée depuis son inauguration en 1969, ainsi qu’une librairie, la Buchhaus Wittwer. Au niveau de la Königstrasse, un passage souterrain avait été aménagé. La Kleinen Schlossplatz accueillait des pavillons (boutiques ou encore guichets destinés à la vente de billets de spectacles) et le bâtiment de la Landesbank Baden-Württemberg (LBBW) construit par l’architecte Rolf Gutbrod. Des travaux ont ensuite été menés pour percer le tunnel B27 jusqu’à la partie supérieure de la Planie.
Devant l’ancienne entrée du tunnel, un grand escalier extérieur a été aménagé dans les années 1990. Il reliait la Kleinen Schlossplatz, légèrement surélevée, à la Königstrasse et à la Schlossplatz. En mars 2005, le musée des Beaux-Arts de Stuttgart, un grand cube de verre semi-transparent, a été construit sur la placette. De chaque côté du musée se trouve une version réduite de cet escalier très apprécié des Stuttgartois en été.

## Événements
Tout au long de l’année, la Schlossplatz accueille de nombreux événements : des concerts en plein air, des retransmissions télévisées ou encore le Festival pour la jeunesse et l’enfance de Stuttgart, très célèbre dans le sud de l’Allemagne. Chaque année, plusieurs œuvres cinématographiques sont par ailleurs présentées dans le cadre du Festival international du dessin animé de Stuttgart qui se tient fin avril/début mai.